# Pavlovophyceae
Classe
Les Pavlovophyceae sont une classe d’algues de l’embranchement des Haptophyta.

## Liste des sous-classes et ordres
Selon AlgaeBase (12 août 2017) :
- sous-classe des Pavlovophycidae Cavalier-Smith
  - ordre des Pavlovales J.C.Green

Selon World Register of Marine Species (12 août 2017) :
- ordre des Pavlovales